# Франц Вест
Франц Вест (Беч, 16. фебруар 1947 – Беч, 25. јул 2012) био је аустријски вајар.
Најпознатији је по својим неконвенционалним предметима и скулптурама, инсталацијама и уметничком намештају који често захтевају укључивање публике.

## Младост и образовање
Вест је рођен 16. фебруара 1947. године у Бечу. Његов отац је био трговац угљем, а мајка зубарка. Вест није почео озбиљно да студира уметност све до своје 26. године, када је између 1977. и 1983. студирао на Академији лепих уметности у Бечу код Бруна Ђиронколија.

## Дело
Вест је почео да црта око 1970. године пре него што је прешао на осликане колаже који су укључивали слике из часописа које су показивале утицај поп арта. Његова уметничка пракса започета као реакција на покрет бечког акционизма излаже се у музејима и галеријама више од три деценије. Током последњих 20 година свог живота редовно је био присутан на великим изложбама попут Документа Касел и Венецијанског бијенала.
Вест је своја уметничка дела обично правио од гипса, папир-машеа, жице, полиестера, алуминијума и других једноставних материјала. Почео је да ваја преносиве скулптуре зване "Адаптивес" или "Уклопљени комади", чиме је показао склоност ка еколошкој уметности. Вестов уметнички намештај састојао се од заварених металних столица и дивана, од којих су неки минимално подстављени и пресвучени сировим платном." За своје ране скулптуре, Вест је често прекривао обичне предмете – флаше, делове машина, комаде намештаја и друге ствари – газом и гипсом, стварајући „грудасте, грудне, прљаво беле предмете“.
Крајем 1990-их, Вест се окренуо великим лакираним алуминијумским комадима, инспирисаним облицима бечких кобасица, као и облицима Адаптивеса. Својим једнобојним бојама и неправилним закрпљеним површинама, ови радови су били намењени и за седење и лежање.
Музеј уметности у Балтимору био је домаћин првог "свеобухватног истраживања" икада урађеног у Сједињеним Државама о уметничким делима Франца Веста које је садржало његово најновије уметничко дело дизајнирано посебно за овај музеј.
За сезону 2009/2010 у Бечкој државној опери Вест је дизајнирао слику великих размера (176 m²) као део изложбеног циклуса „Сигурносна завеса“.
Током своје каријере, Вест је сарађивао са многим уметницима, као што су концептуални уметник Бернард Цела, концептуални уметник Даглас Гордон, музичар Фред Јелинек, произвођач намештаја Матис Естерхази и уметница Тамуна Сирбиладзе (Вестова удовица). За једну изложбу 2012. године Вест је сарађивао са колегом уметником Анселмом Рејлом на серији скулптура намештаја.

### Адаптивес
Око 1980. Вест је почео да ствара „предмете од гипса, обично дугачке метар-два, намењене за постављање преко лица, ношење око струка или држање у прегибу врата. "Иако изгледају као маске или реквизити за неку представу, њихови облици су обично двосмислени: без обзира на то колико фигуративни или сексуални предмети Франца Веста могу да буду, они остају апстрактни. Комади се могу носити на улици или у загрљају као партнер у занесеном солипсистичком плесу. Они остављају корисника да изгледа и заштићено и заробљено." Његов пријатељ Рајнхард Присниц их је назвао "Пас-штуке", што би се на српском могло превести као "Уклопљени комади"; док је на енглеском Вест користио израз "Адаптивес".

## Лични живот
Вест је био ожењен грузијском уметницом Тамуном Сирбиладзе, са којом је имао двоје деце.

## Вест на тржишту уметнина
Портрет Веста који је насликао Рудолф Стингел продат је за више од 500.000 долара. Вестов легат представља Галерија Гагосијан. 2012. године, само неколико дана пре него што је умро, Вест је потписао документацију којом се овлашћује формирање Приватне фондације Франца Веста. Након петогодишње борбе око уметниковог наслеђа, Окружни суд за грађанско право у Бечу је 2017. закључио да је фондација настала без одговарајућег уговора. Архив је раније тужио приватну фондацију, као и Гагосијан Галерију за продају уметниковог намештаја и фотографија, тврдећи да поседује искључиву лиценцу за та дела.